# Quintana de Cal Fantasia
La Quintana de Cal Fantasia és un paratge de camps de conreu del terme municipal de Castellcir, a la comarca del Moianès.
És a l'extrem sud-occidental del terme de Castellcir, a prop al nord-oest de la masia de Cal Fantasia, al nord-est del Fornot de Cal Fantasia. És a la dreta del torrent de la Vall Jussana i al sud-est de la masia de Brugueroles.

## Etimologia
Deu el seu nom al fet que aquests camps són adjacents a la masia de Cal Fantasia; la paraula quintana reflecteix exactament aquest concepte.